# Chamaelimnas pansa
Chamaelimnas pansa är en fjärilsart som beskrevs av Frederick DuCane Godman 1903. Chamaelimnas pansa ingår i släktet Chamaelimnas och familjen Riodinidae. Inga underarter finns listade i Catalogue of Life.